# セントビンセント占領
セントビンセント占領 （セントビンセントせんりょう、英: Capture of Saint Vincent）は、アメリカ独立戦争中盤の1779年6月16日から6月18日に、フランスがイギリス領西インド諸島のセントビンセント島を捕獲したものである。フランス軍はトロング・デュ・ルマン勲爵士シャルル・マリーが率いて上陸し、島のイギリス軍が支配していた地域の大半を直ぐに制圧した。この時、島の北部を支配していた地元ブラック・カリブ族がフランス軍を支援した。
イギリスの総督バレンタイン・モリスと軍隊指揮官ジョージ・イーサリントン中佐は、侵略への対応の仕方で意見が合わず、大した抵抗もできずに降伏して終わった。二人とも後に本国からこの降伏について審問された。この占領でフランスによる島の統治が始まり、ブラック・カリブ族による北部の支配も強化された。この地域は1795年の第二次カリブ戦争までブラック・カリブ族に統治されていた。

## 背景
1778年初期に結ばれた仏米同盟によってフランスはアメリカ独立戦争に参戦した。フランス海軍提督のデスタン伯爵は12艦の戦列艦と多くの小型艦艇からなる艦隊を率いて、1778年12月に西インド諸島に到着した。これと同じ頃、イギリス海軍の提督ウィリアム・ホサムが率いた艦隊も西インド諸島に到着し、サミュエル・バーリントン提督の艦隊を補強した。イギリス軍は続いてフランスが保持していたセントルシア島を占領した。このときフランス海軍のデスタン艦隊がセントルシアの救援に向かったが、イギリス艦隊を破れなかった。イギリスは、デスタンが作戦本部に使っているフランス軍の主要基地マルティニーク島を監視するためにセントルシア島を使った。
1779年1月、ジョン・バイロン提督が率いてきた10艦の戦列艦が到着し、イギリス艦隊はさらに強化された。バイロンはイギリス領リーワード諸島の指揮を引き継いだ。1779年の前半を通じて両国の艦隊はさらに補強を受け、フランス艦隊の方がやや勢力に勝ることになった。これに加えて、セントキッツ島に集結していたイギリス商船の船団をヨーロッパまで護送するために、バイロンが6月6日にセントルシアを離れたので、デスタンは自由に行動できるようになった。デスタンと総督のド・ブイレ侯爵はこのチャンスを捉えて、近くにあるイギリス領の島々への一連の作戦を開始した。その最初の標的が、セントルシア島のすぐ南にあるセントビンセント島だった。

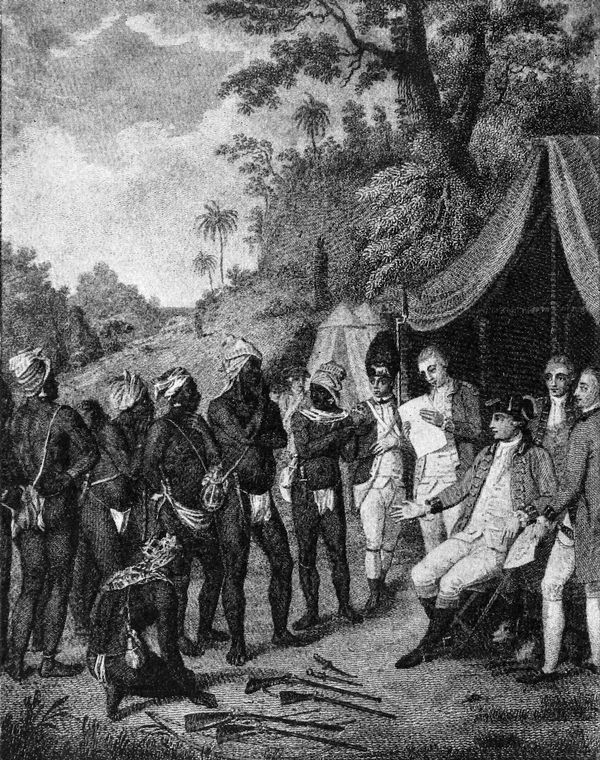
イギリスとブラック・カリブ族の間の条約交渉の様子、1773年

セントビンセント島の政治情勢はいくらか緊張していた。島は白人（主にイギリス人）農園主が支配する地域と、地元ブラック・カリブ族が支配する地域とで、ほぼ二分されていた。この2つを分ける境界線は島の北西から南西に引かれ、第一次カリブ戦争の後の1773年に調印された条約で領土に関する合意が形成されていた。双方ともこの妥協の産物に満足してはおらず、条約の条件が摩擦の種になり続けていた。イギリスはカリブ海の領土の中で、農園主達を守るために一連の基地を設立しなければならないという、他ではないような特殊事情があった。
セントビンセント島の植民地政府と守備隊の間にも幾らかの乱れがあった。バレンタイン・モリス総督はこの島が新たな政府として認められた1776年にその任に就いており、当時、島は事実上防御ができていないと報告していた。カリブ族との関係の難しさに加えて、イギリス人は植民地の独立を求める側に同調的でもあった。1778年にフランス軍がドミニカを占領したことで、戒厳令を布くことに構造上の問題が生じ、その結果植民地議会は島の防御を固めるための資金配分を拒否した。モリス総督は防御改良のために私財を投じることになり、後に財政上の困窮に陥ることになった。
この島に駐屯するイギリス軍はジョージ・イーサリントン中佐の指揮するロイヤル・アメリカン連隊の約450名に過ぎず、その大半は訓練の足りない新兵であり、また約半数は実戦には不適だった。イーサリントンはその兵士を訓練したり、島の前進基地に配置したりするよりも、島の北西側にある土地を切り開くためにかなりの数の兵士を使っていた。イーサリントンの土地はカリブ族が支配する側にあり、その認可土地はカリブ族にとって大きな悩みの種だった。イーサリントンは七年戦争の従軍に対してその土地を得ていたが、カリブ族はそれを違法だと見ていた。フランスのド・ブイエ総督はカリブ族との接触を保ち、彼らに武器を供与していた。1778年8月下旬、フランス当局がカリブ族指導者ジョーゼフ・シャトイエと会見し、9月初旬にはカリブ族がフランスの新しいマスケット銃を持って領地を巡回しているのを、モリス総督が目にした。

## 占領

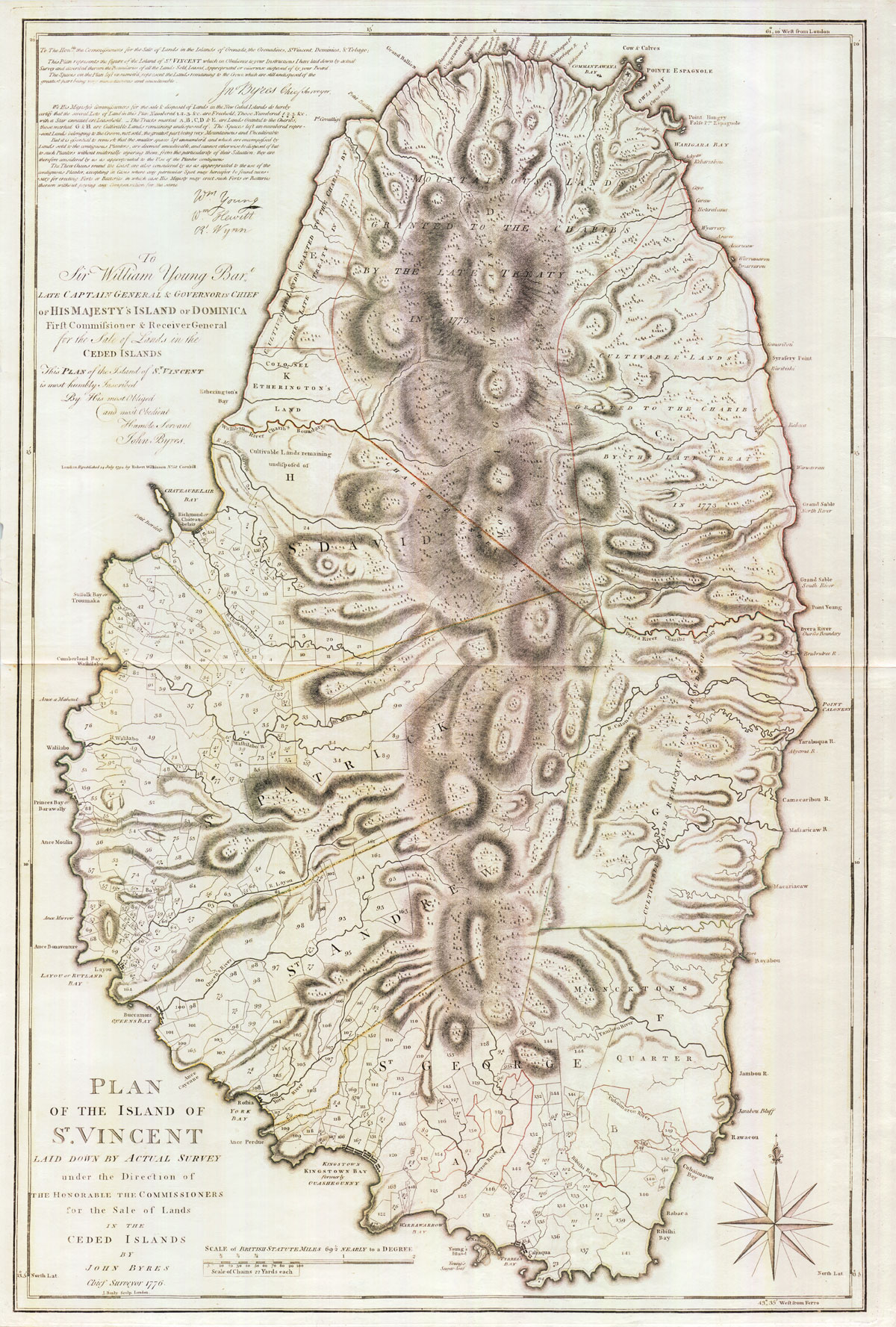
1776年の地図、イギリスとブラック・カリブ族が支配している地域を表している

デスタンは300ないし500名の部隊を編成し、これにはシャンペーン、ビーノイ、マルティニークの連隊からフランス正規兵と、マルティニークの志願民兵約200名を含めた。侵略隊は、1779年3月にイギリスの支配していたサン・マルタン奪取で頭角をあらわしたばかりのシャルル・マリー・ド・トトロン・デュ・ルマン大尉の指揮下に置かれた。この部隊はフリゲート艦ライブリー、コルベット艦リス、同バレアスターおよび2隻の私掠船で構成される艦隊に乗船した。デュ・ルマンは6月9日にマルティニークを出帆し、16日にセントビンセント島海域に到着した。私掠船の1隻が島の風上側で岸に乗り上げ、82名が失われた。
艦船の2隻はカリアカ近くのヤングス湾に停泊し、3隻目はキングスタウン沖に停泊した。これら艦船は国旗を揚げておらず、その意図について土地の者の推測に任せることになった。それが砂糖を積みに来た商船であると考えた土地の農園主達は、島の海岸にある砦の1つで哨兵が合図の大砲を放つのを止めさせ、艦船の1隻に派遣されたある男は捕虜に取られた。フランスが部隊を上陸させ始めたときに、パーシン・ド・ラ・ロク大佐の小さな中隊が東岸に上陸し、カリブ族の動員に向かった。これら非正規兵の部隊は総勢が約800名に増え、イギリス領とカリブ族領の境界近くにあったイギリス人開拓地を素早く占領し、その間にデュ・ルマンはその主力部隊を率いてキングスタウンに向かった。
結局警報が伝えられ、モリス総督はキングスタウンの丘であれば、フランス軍に対して抵抗できる可能性があると考え、またイギリス海軍の救援も期待していた。しかしイーサリントン中佐はそれに反対し、特に接近してくるカリブ族の勢力が分かってきたときに、休戦の旗がフランス軍にむけて振られた。デュ・ルマンは無条件降伏を要求し、モリスは拒絶した。この交渉の間に、イギリスの国旗を揚げている3隻の船が認められた。デュ・ルマンは自分の艦船に戻り、すぐにその見知らぬ船が補給船だと判断した。デュ・ルマンは2隻を捕獲したが、3隻目には逃げられた。さらに交渉が続けられた後で、1778年にド・ブイエがドミニカを占領した時と同様な条件で降伏が合意された。

## 占領の後
デュ・ルマンがセントビンセント島占領に成功した後、デスタンはその全艦隊を引き連れて6月末にバルバドスに向かったが、風向きが悪くてはかばかしく進めなかった。デスタンはその作戦を諦め、その代わりにグレナダに向かい、7月5日にそこを占領した。バイロン提督は7月1日にセントビンセント島が占領されたことを知らされ、グレナダが攻撃されたことを知ると、グレナダ島奪還のための部隊の準備をした。バイロンは即座にグレナダに向かい、7月6日朝に到着したその艦隊はグレナダ沖でフランス艦隊と交戦したが、デスタン艦隊がバイロン艦隊の統率されていない攻撃を凌いだ。グレナダ島とセントビンセント島は終戦までフランス支配に置かれ、1783年のパリ条約の条件によってイギリスに戻された。
イギリス海軍のジョージ・ブリッジス・ロドニー提督は1780年にセントビンセント島を取り戻そうとした。記録破りの最悪のハリケーン・シーズンとなった後でカリブ海に到着し、西インド諸島中に大災害を引き起こした10月のハリケーンで、セントビンセント島の守備隊が壊滅的な被害を受けたという噂を耳にして行動を起こし、10艦の戦列艦とジョン・ボーン将軍の指揮する250名の兵士を乗せてセントビンセント島に向かった。セントビンセント島は大きな被害を蒙っていた（キングストンの建物大半が破壊された）が、キングストンの守備隊は良い状態にあり、1,000名のフランス兵とカリブ族兵士が守っていた。ボーンの部隊が上陸したがその状態では進むのが難しいと分かり、僅か1日後には船に戻った。
イーサリントン中佐は1781年にセントルシアで、この侵略を受けた時の行動について審問を受け、容疑を晴らした。この島に長く住んでいたモリス総督はその行動について審問を要求し、新聞など出版物で誤解されて伝えられていると主張し、やはり無罪となった。モリスは二度と島に帰れず、セントビンセント島の防御に金を消費したことなどから負った負債のために、イングランドのキングスベンチ刑務所で7年間を過ごした1789年に死んだ。
ブラック・カリブ族はセントビンセント島をフランスが占領している間にイギリス人開拓者に積極的な嫌がらせを続けた。時には流血沙汰を減らすためにフランス軍が干渉する必要があった。この島がイギリス支配に戻った後、1790年代までイギリスとカリブ族の間には不安定な平和が続き、ついにカリブ族が第二次カリブ戦争に立ち上がった。これはフランス革命戦争の海外波及の一部となった。その後カリブ族はイギリスによって現在のホンジュラス海岸沖にあるロアタン島に移住させられた。現在その子孫はガリフナ族と呼ばれている。セントビンセント島は1979年にセントビンセントおよびグレナディーン諸島としてイギリスからの独立を果たした。